# 204 av. J.-C.
Cette page concerne l'année 204 av. J.-C. du calendrier julien proleptique.

## Événements
- 24 février (15 mars du calendrier romain) : début à Rome du consulat de Marcus Cornelius Cethegus et Publius Sempronius Tuditanus[1].
  - Bataille de Crotone, indécise, entre Hannibal et le consul Publius Sempronius Tuditanus[1].
  - Les Locriens envoient une délégation pour se plaindre devant le Sénat de l'oppression du légat de Scipion, Quintus Pleminius : après la prise de la ville, il a laissé ses soldats la piller ; le trésor du sanctuaire de Proserpine a été volé. Scipion est accusé de ne pas contrôler ses subordonnés et de mener une vie luxueuse, notamment par le jeune questeur Caton ; Fabius Maximus demande le relèvement de son commandement en Sicile, mais une commission sénatoriale reconnait l’innocence de Scipion et l’avancée de ses préparatifs en Sicile pour l'attaque sur l’Afrique ; Pleminius est arrêté et emmené à Rome pour être jugé[2] , [3].
  - Recensement : le nombre des citoyens romains a baissé de 60 000 personnes depuis 225 av. J.-C. (214 000)[4].
  - Lex Cincia de donis et muneribus, plébiscite défendant de plaider pour de l'argent ou des cadeaux[5].
- 4 avril : introduction officielle du culte de Cybèle à Rome (la Pierre noire, l’idole de la Terre Mère, venue d’Asie Mineure, est débarquée à Ostie, avec l'assistance miraculeuse de la vestale Claudia Quinta). Son culte, lié à celui d’Attis, son amant divinisé, conserve son caractère oriental, accompagné de rites orgiaques[6].
- Printemps : le général romain Scipion l'Africain porte la guerre en Afrique du Nord. Il parvient à convaincre le peuple de la nécessité d’une expédition en Afrique malgré l’opposition du Sénat romain, où domine l’influence du vieux Quintus Fabius Maximus Verrucosus. L’armée de Scipion, concentrée à Lilybée, peut débarquer en Afrique près d’Utique sans que la flotte carthaginoise intervienne[2]. Carthage, qui vient de regagner l’alliance de Syphax, renversé et contraint à la fuite par le roi des Numides orientaux Massinissa, essaye de faire face seule au danger avec son général Hasdrubal Gisco.

- Été : Scipion met le siège devant Utique[2].

- 8 septembre[7] : début du règne de Ptolémée V Épiphane (l’Illustre), 210/180 av. J.-C.), roi d’Égypte. À la mort de son père, Ptolémée Épiphane a cinq ans. L’entourage de Philopator profite de sa minorité pour gouverner à sa place et piller le trésor royal.

## Décès
- Livius Andronicus (né en 278 av. J.-C.), grec de Tarente vendu comme esclave, puis affranchi. Premier poète de langue latine, il traduit l’Odyssée (date approximative).